# Музей искусства Азии (Куала-Лумпур)
Музей искусства Азии (малайск. Muzium Seni Asia) —  художественный музей, расположенный в Куала-Лумпуре (Малайзия). Музей посвящён разнообразным формам искусства азиатского континента.

## История
Музей был создан при Университете Малайя для исследования искусства различных регионов Азии и с образовательными целями. Малайзия отличается наличием разнородных этнических групп. Музей был основан для исследования истории и культурных достижений различных национальностей страны. Основателем музея был профессор Унгку А. Азиз Унгку Абдул Хамид.
Музей собрал предметы культуры малайского и исламского региона, китайский фарфор и индийские религиозные скульптуры. Коллекция включает обширные сонгкет и малайские экспонаты, керамика от династии Тан до Цин и искусство изображения индийской династии Сатавахана. Первым экспонатом музея стала бронзовая голова Будды периода Чиенгсэн (1400—1550 гг. н. э.) из Таиланда, подаренная музею Куном Крассри Ниманамхасминдой в 1954 году. В то время Музей искусств Университета Малайи располагался в университетском городке в Сингапуре. В 1962 году основан кампус Университета Малайи был переведён в Куала-Лумпур.
Нынешнее здание музея открылось в июне 1980 года между факультетом экономики и тогдашним юридическим факультетом (в настоящее здесь расположен факультет бизнеса и бухгалтерского учёта). На трёх этажах выставочного пространства музей представляет три цивилизации: индийскую, китайскую и исламскую. Сейчас в музее хранится одна из самых полных коллекций азиатского искусства в регионе. Здесь представлены образцы таких азиатских искусств, как китайское, индийское, кхмерское, исламское и малайское, происходящими из большого малайского мира. Коллекция содержит редкие и исключительные экспонаты.

## Коллекция

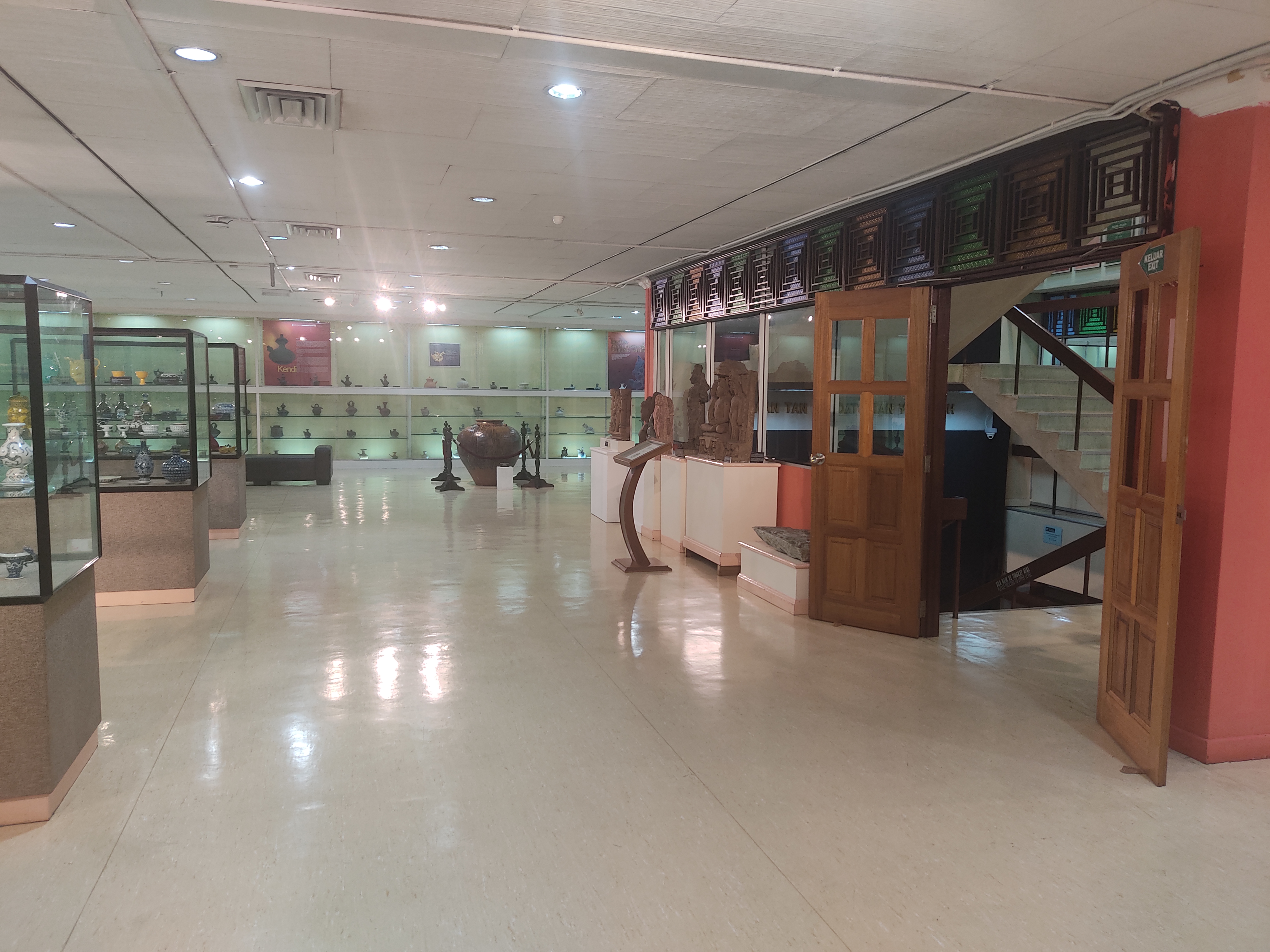
В залах музея

Музейная коллекция включает 7,5 тысяч предметов, включая индийские скульптуры, китайскую керамику, индонезийский текстиль, священные маски из общин оранг-асли, керамику саванкхалок из фигурок слонов в Таиланде. Кроме этого, в музее представлены керамика из Ирана, Вьетнама и Японии. Коллекция охватывает 4 тысячи лет малайской и азиатской истории. Здесь есть коллекция кенди, которые представляют собой ёмкости для воды, использовавшиеся в Азии. В музее хранятся археологические находки с различных пляжей полуостровной Малайзии и с острова Тиоман.

## Выставки
В 1979 году музей организовал выставку местных малайзийских ремёсел. В 2014 году музей представил выставку под названием «В поисках MH370», в которую вошли картины маслом и фотографии 16 художников, включая У-Вэя Шаари и Абдуллу Хамдана. Также в 2014 году музей представил «Межкультурную выставку Малайзии и Канады: идентичности коренных народов», на которой были представлены такие экспонаты, как музыкальные инструменты, шляпы, текстиль, орудия труда и корзины коренных народов Малайзии и Канады. В марте 2017 года музей представил выставку из 54 произведения изобразительного искусства художника Файзала Сидика «Файзал Сидик: Катан Сонгкет». На выставке в октябре 2017 года музей представил 14 работ двух художниц Махзуры Шаари и Марисы Нг, среди которых были картины, написанные акрилом и маслом. В мае 2019 года в музее прошла выставка работ Элиаса Ямани Исмаила, выполненных в технике бриколажа. 